# Enrique Gebhard
Enrique Gebhard Paulus (Traiguén, 19 de diciembre de 1909-Santiago de Chile, 21 de mayo de 1978) fue un arquitecto chileno, difusor en este país de las ideas urbanísticas de Le Corbusier.

## Antecedentes personales
Fue el hijo primogénito del agricultor alemán Enrique Gebhard Spuhr (1887-1971) y la chilena Celia Paulus Olivares (1889-1961). Desde muy pequeño evidenció aptitudes especiales para el dibujo y el diseño. De hecho, en su adolescencia, ayudaba a su padre en labores de albañilería y construcciones menores destinadas a actividades agrícolas.
Realizó sus estudios secundarios en el Instituto Nacional, y, luego de rendir el bachillerato (examen obligatorio para continuar la educación superior), ingresó en la carrera de Arquitectura en la Universidad de Chile. Allí fue alumno del urbanista austríaco Karl Brunner, titular de la cátedra de Urbanismo en dicha institución universitaria, a quien se enfrentaría en duros términos en las páginas de la revista ARQuitectura, a propósito del Plan Urbanístico propuesto por este último para la ciudad de Santiago.
Durante su permanencia en la universidad, Gebhard cobró bastante enemistad entre algunos de sus profesores, por el hecho de adherir vivamente a los revolucionarios postulados del arquitecto suizo Le Corbusier. Junto a un grupo de estudiantes (Waldo Parraguez, Marco Aedo, Juan Borchers, entre otros), en 1933 Gebhard promovió la reforma a los métodos de enseñanza de la arquitectura, proceso que encontró el rechazo de las autoridades, y que terminó con la suspensión de exámenes de algunos de los involucrados. 
Fuera de la escuela, se concentró en su trabajo en el Departamento de Estadísticas de la Municipalidad de Santiago, donde elaboró un estudio sobre los conventillos, y fundó, junto a Parraguez y Mario Antonioletti, la revista ARQuitectura, de la que editarían seis números entre 1935 y 1936. Esta revista fue la primera publicación chilena dedicada íntegramente a promover los principios de la arquitectura moderna, con la publicación de artículos y obras de sus más representativos exponentes europeos. Retomó sus estudios en 1937, recibiendo su título profesional en 1941.

## Un estudiante comprometido con la causa del pueblo
Su apasionamiento por la innovadora disciplina del urbanismo y su compromiso con el mejoramiento de la calidad de vida de la gente, gravitó en su decisión de hacer presentes los males que aquejaban a la sociedad chilena. Una de sus críticas más fervientes fue el lastre de los llamados "conventillos", que eran habitaciones generalmente estrechas y pegadas unas a otras, donde la falta de higiene y el hacinamiento generaban la propagación de numerosas enfermedades y propiciaban la promiscuidad y la pobreza. Así, en 1939, montó en Santiago una inédita exposición de la vivienda a través de la cual denunció públicamente las deplorables condiciones en que habitaban sus hogares los chilenos de más bajos recursos, a la vez que proponía nuevas concepciones arquitectónicas.

## La fallida visita de Le Corbusier
Durante la presidencia de Pedro Aguirre Cerda, Gebhard, en su calidad de arquitecto consejero municipal de Santiago, y Roberto Dávila, profesor de la Escuela de Arquitectura de la Universidad de Chile, propusieron al urbanista Le Corbusier diseñar un nuevo plano regulador para la capital chilena (entre noviembre de 1938 y julio de 1939). Por desgracia, el ambiente en este país no era el más propicio para la recepción del suizo, por cuanto ya se hallaba abocado a dicha tarea Karl Brunner. A esto, debe sumarse el ingente número de cartas enviadas al célebre arquitecto, que produjeron en éste notoria confusión y frustraron su venida a Chile.

## Desempeño profesional
La ingratitud de algunos historiadores del arte ha cubierto con un manto de olvido la importante obra de Enrique Gebhard. Baste citar algunas de sus obras:
- El edificio del Hogar Social Hipódromo Chile, en Santiago, construido en el transcurso de la presidencia de Pedro Aguirre Cerda como parte de la iniciativa gubernamental llamada "La Defensa de la Raza y el Aprovechamiento de las Horas Libres". Actualmente es sede administrativa del hipódromo, y se encuentra intervenido hasta hacerlo irreconocible.
- La estación de Biología Marina de Montemar (ubicada en Reñaca, Región de Valparaíso, Chile), pionera en Iberoamérica, cuya primera etapa fue inaugurada el 28 de julio de 1945; concebida como una unidad de investigación perteneciente a la Universidad de Chile, hoy depende de su sucesora en la región, la Universidad de Valparaíso.
- Participación en el equipo del Estudio del Plan de Buenos Aires (EPBA), bajo la dirección de Jorge Ferrari Hardoy y Antonio Bonet, en base al proyecto de 1939 de Le Corbusier.
- Participación en el diseño de los planes reguladores de Temuco y Traiguén.
- Ampliación del Aeropuerto de Pudahuel en 1972 (por cuya obra fue premiado por el Primer Mandatario de la época, Salvador Allende).

Aparte de sus proyectos y concreciones arquitectónicas, Gebhard ejerció funciones de diversa índole:
- Arquitecto consejero municipal de Santiago.
- Profesor de Urbanismo en la Universidad de Chile en 1947.
- Director del Instituto de Urbanismo de esa casa de estudios.
- Jefe del departamento de Obras Públicas en el gobierno de Allende.

## Semblanza de un vanguardista
Muchos contemporáneos suyos compartían sus inquietudes. Uno de ellos, Jorge Aguirre Silva, expresó en estos términos el carácter de Enrique Gebhard:

"Fue un rebelde. Rebelde a la aceptación de dogmas y de principios que frenan el avance y el progreso… Su pasión por la arquitectura y el urbanismo no podía aceptar de por sí aquello que frenara sus impulsos vitales en pro de la nueva arquitectura… Siempre tuvo actitudes disidentes, no por orgullo, sino por su afán innato a descubrir la raíz más profunda del pensamiento para llegar a la verdad".
"El Mercurio", sección Cartas al Director, escrito por Jorge Aguirre Silva, 1978.

Por último, no deja de ser altamente interesante conocer el pensamiento del propio Gebhard, a través de uno de sus escritos:

"Es evidente que la necesidad de planificar, de organizar, es una consecuencia ineluctable de los tiempos modernos. Es la compensación de la vida actual, caótica y atormentada, por el maquinismo después del 50. La velocidad de la técnica ha generado problemas nuevos en el espacio urbano limitado. Salvo en las postrimerías de la civilización romana, el hecho de la ciudad con más de un millón de habitantes es un acontecimiento novedoso para la humanidad. Ha nacido un organismo con nuevas necesidades, que revoluciona totalmente las costumbres seculares, con nuevas exigencias en el terreno sociológico y que obliga a una revisión cuidadosa de los conceptos de velocidad, tiempo y espacio. La movilización urbana, las arterias vitales de circulación que permiten una clasificación de la velocidad, constituyen una de las funciones primordiales de la ciudad que nace. La calle permite la simultaneidad en el tiempo y éste es la realización del espacio. La salvación funcional del hombre, su evolución en la jornada cíclica de 24 horas de la jornada solar, está en la justa valoración de la colectividad, es decir en el reemplazo de la estética gremial o del artesano por la dinámica de la máquina, concebida como prolongación del hombre y de su tiempo".
"Primer Congreso Chileno de Urbanismo", en revista "Zig-Zag", Santiago de Chile, diciembre de 1937.